# 高槻市立第二中学校
高槻市立第二中学校（たかつきしりつ だいにちゅうがっこう）は、大阪府高槻市郡家本町にある公立中学校。略称は二中、第二中、高槻二中、高二など。

## 概要
高槻市（当時の市域）で2番目の市立中学校として、1949年に開校した。
学校は元高槻工兵隊演習場跡地に位置する。また名神高速道路の工事に伴って、道路予定地となった当時の学校敷地から土保山（どぼやま）古墳が発掘された。古墳は現在の学校敷地内に復元されている。
高槻市中心部の商業地・古くからの住宅地・新興住宅地・農村部など、多彩な地域が校区に含まれている。
校舎は本館と北館に分かれており、本館は2011年現在で築62年である。2011年の夏休みに一部屋上の防水工事が行われており、2012年の7月からは本館の耐震工事が行われている。

## 沿革
従来の高槻市立第一中学校の校区を分離する形で、1949年に高槻市立第二中学校の校名で開校した。
1970年代には地域の急速な宅地化・ベッドタウン化により周辺地域で中学校が相次いで新設され、従来の校区の一部を分離する形で第八中学校・第九中学校・阿武野中学校・川西中学校・芝谷中学校が開校した。これにより校区を縮小している。

### 年表
- 1949年4月15日 - 現在地に開校。
- 1957年 - 校区を変更。従来の校区の一部を、第四中学校校区へ編入。
- 1959年 - 土保山古墳の発掘調査。
- 1961年 - 名神高速道路の建設工事に伴い、建設予定地にかかっていた校舎を解体。
- 1971年 - 校区を変更。従来の校区の一部を、新設の第八中学校校区へ編入。
- 1972年 - 校区を変更。従来の校区の一部を、新設の第九中学校校区へ編入。
- 1973年 - 校区を変更。従来の校区の一部を、第三中学校校区へ編入。
- 1974年 - 校区を変更。従来の校区の一部を、新設の阿武野中学校校区へ編入。
- 1976年 - 校区を変更。従来の校区の一部を、新設の川西中学校校区へ編入。
- 1982年 - 校区を変更。従来の校区の一部を、新設の芝谷中学校校区へ編入。
- 1989年 - 校区を変更。従来の校区の一部を、芝谷中学校校区へ編入。
- 1991年2月 - コンピュータ室設置。
- 2000年4月 - 心の相談室開設。
- 2012年8月 - グランド改修工事・一部校舎の耐震工事。

## 通学区域
- 高槻市立真上小学校の通学区域全域。
- 高槻市立芥川小学校の通学区域の一部。
- 高槻市立郡家小学校の通学区域の一部。
- 高槻市立川西小学校の通学区域の一部。
- 高槻市南平台小学校の通学区域の一部。

## 出身者
- 織田信成 - フィギュアスケート選手。
- ROLLY - 歌手
- 桐谷美玲 - ファッションモデル（中学2年生まで）
- 伊藤裕樹 -　福井放送アナウンサー
- 岡野弘子 -　バレーボール選手
- BY-SEXUAL - ロックバンド

## 交通
- 高槻市営バス 二中前バス停。
- 東海道本線（JR京都線） 高槻駅 北西へ約2.2km。